# مهنه (مه‌ولات)
مهنه (یا میهنه) روستایی از توابع بخش مرکزی شهرستان مه‌ولات استان خراسان رضوی در ایران است. این روستا در دهستان مه‌ولات جنوبی بخش مرکزی واقع است. آرامگاه ابوسعید ابوالخیر عارف نامدار در این روستا قرار دارد.

## اطلاعات کشاورزی
کشاورزی در روستای مهنه به دو صورت زراعت- باغداری و دامداری صورت می‌گیرد که هریک از این زیرمجموعه‌ها را جداگانه بررسی خواهیم کرد:

### زراعتوباغداری
با توجه به اقلیم منطقه محصولات متنوعی در روستا به عمل می‌آید. در واقع مهم‌ترین محصولات کشاورزی این روستا شامل گندم، جو، زعفران و پنبه می‌شود.
باغداری و به خصوص کشت انار و پسته نیز به وفور در بین باغداران وجود دارد.
اراضی کشاورزی روستا شامل ۱۴۰۲ هکتار محصولات زراعی و حدود ۴۷۱ هکتار محصولات باغی می‌باشد. روش آبیاری مزارع به صورت غرقابی می‌باشد.
در این منطقه بهره‌برداری عمدتاً خانوادگی بوده و نیروی یدی نقش اصلی را در تمام مراحل کاشت، داشت و برداشت ایفا می‌نماید.
طی دو سال اخیر هزینه‌های زراعی محصولات به دلیل گرانی نهاده‌های موردنیاز افزایش یافته است و در مقابل قیمت محصولات زراعی افزایش چندانی نداشته است. مازاد محصول گندم به شرکت تعاونی تحویل داده می‌شود. محصول جو نیز عمدتاً در روستا به مصرف دام‌ها می‌رسد. سایر محصولات نیز عمدتاً در شهرهای بزرگ از جمله مشهد عرضه می‌گردد. در مجموع درآمد خالص فعالیت‌های کشاورزی سالانه ۱۰۲۹۹۹۴۲۰۰۰۰ ریال، با توجه به ۸۱۱ خانوار، سرانه سالانه هر خانوار ۱۲۷۰۰۲۹۸۴ ریال و متوسط درآمد هر خانوار ۱۰۵۸۳۵۸۲ ریال می‌باشد. جدول زیر انواع محصولات زراعی و باغی روستای مهنه را نشان می‌دهد:
| نام محصول | سطح زیر کشت (هکتار) | راندمان (کیلوگرم) | قیمت (ریال) | کل تولید (کیلوگرم) |
| --------- | ------------------- | ----------------- | ----------- | ------------------ |
| گندم آبی  | ۳۶۳                 | ۲۸۰۰              | ۳۸۰۰        | ۱۰۱۶۴۰۰            |
| جو آبی    | ۱۵۳                 | ۲۸۰۰              | ۳۷۰۰        | ۴۲۸۴۰۰             |
| گندم دیم  | ۵۲۲                 | ۴۵۰               | ۳۸۰۰        | ۲۳۴۹۰۰             |
| زعفران    | ۲۷۷                 | ۴                 | ۱۵۰۰۰۰۰۰    | ۱۱۰۸               |
| پنبه      | ۸۷                  | ۱۸۰۰              | ۶۰۰۰        | ۱۵۶۶۰۰             |
| پسته      | ۴۵۲                 | ۳۰۰۰              | ۸۵۰۰۰       | ۱۳۵۶۰۰۰            |
| انار      | ۱۹                  | ۷۰۰۰              | ۶۵۰۰        | ۱۳۳۰۰۰             |

### دامداری
دامداری در روستای مهنه به شکل چکنه ای و سنتی انجام می‌شود و دامداران در روستا ساکن بوده و در حقیقت یکجانشین هستند. دامداری به شیوه رمه گردانی روستایی در روستا وجود دارد. نژاد گوسفندان از نوع بوری بوده درصد کمی از دامها را بز تشکیل می‌دهد. گاوهای موجود نیز از نژاد دورگ و بومی هستند. تعداد دام اغلب خانواره بین ۱۵ تا ۶۰ راس متغیر بوده و خانوارهای روستایی برای تأمین شیر و گوشت موردنیاز خود اقدام به نگهداری تعدادی بز و گوسفند می‌نمایند.